# DIN 12790
Die DIN-Norm DIN 12790 des Deutschen Institut für Normung regelt die Grundlagen für Bau und Justierung der Aräometer.
Die Norm wurde erstmals im Mai 1979 veröffentlicht und ist derzeit in der Folgeausgabe vom Dezember 2019 gültig. Gegenüber DIN 12790:1979-05 wurden u. a. folgende Änderungen vorgenommen:
- normative Verweisungen aktualisiert
- Anpassung der Prüftemperatur für die Bauanforderung von 80 °C auf 70 °C
- Anpassung der Norm auf das vom Europäischen Parlament verhängte Quecksilberverbot, das mit dem 10. Oktober 2017 in Kraft getreten ist
- Thermometerunterteilung in 0,1 °C in Abschnitt 6.4 entfernt
- Erweiterung der Kennzeichnung um die des Inverkehrbringers unter 8a

## Inhalt
1. Anwendungsbereich
2. Normative Verweise
3. Begriffe
4. Durchführung der Messung und Ablesung
5. Messgrößen, Einheiten
  1. Dichte
  2. Massengehalt
  3. Volumenkonzentration
  4. Temperatur
6. Anforderungen
  1. Werkstoffe
    1. Glas
    2. Beschwerungsmittel
    3. Skalenträger

  2. Bauanforderungen
  3. Aräometerskale
  4. Thermometer
7. Justierung
8. Kennzeichnung